# Wahlkreis Palermo – Resuttana – San Lorenzo (Camera dei deputati)
Der Wahlkreis Palermo – Resuttana – San Lorenzo war von 1993 bis 2007 und ist seit 2017 wieder ein Wahlkreis (italienisch collegio elettorale) für die Wahl der Abgeordnetenkammer.

## Von 1993 bis 2005

### Wahlkreisgebiet
Der Wahlkreis umfasste Teil der Gemeinde Palermo, d. h. die Stadtgliederungen (Quartieri) Boccadifalco, Borgo Nuovo, Cruillas – San Giovanni Apostolo (Cruillas – CEP) und Resuttana – San Lorenzo.

### Wahlergebnisse

#### Parlamentswahl 1994

##### Direktstimmen
| Kandidaten               | Kandidaten              | Parteien                                          | Stimmen | %    |
| ------------------------ | ----------------------- | ------------------------------------------------- | ------- | ---- |
|                          | Vincenzo Fragalàgewählt | Polo del Buon Governo (FI – AN – CCD – UdC – PLD) | 34.018  | 52,8 |
|                          | Gaspare Nuccio          | Progressisti                                      | 23.707  | 36,8 |
|                          | Pietro Milio            | Patto per l’Italia                                | 6.658   | 10,3 |
| Gesamt                   | Gesamt                  | Gesamt                                            | 64.383  | 100  |
|                          |                         |                                                   |         |      |
| Ungültige Stimmen        | Ungültige Stimmen       | Ungültige Stimmen                                 | 5.860   | 8,3  |
| Wähler                   | Wähler                  | Wähler                                            | 70.243  | 80,3 |
| Wahlberechtigte          | Wahlberechtigte         | Wahlberechtigte                                   | 87.528  |      |
|                          |                         |                                                   |         |      |
| Quelle: Innenministerium |                         |                                                   |         |      |

##### Listenstimmen
| Parteien                           | Parteien                         | Parteien                         | Stimmen | %    |
| ---------------------------------- | -------------------------------- | -------------------------------- | ------- | ---- |
|                                    | Polo del Buon Governo            | Forza Italia                     | 25.695  | 39,8 |
| Alleanza Nazionale                 | Polo del Buon Governo            | 5.594                            | 8,7     |      |
| ↳ Gesamt                           | Polo del Buon Governo            | 31.289                           | 48,5    |      |
|                                    | Progressisti                     | La Rete                          | 15.456  | 23,9 |
| Partito Democratico della Sinistra | Progressisti                     | 6.884                            | 10,7    |      |
| Federazione dei Verdi              | Progressisti                     | 1.226                            | 1,9     |      |
| Partito Socialista Italiano        | Progressisti                     | 767                              | 1,2     |      |
| Alleanza Democratica               | Progressisti                     | 292                              | 0,5     |      |
| ↳ Gesamt                           | Progressisti                     | 24.625                           | 38,2    |      |
|                                    | Patto per l’Italia               | Partito Popolare Italiano        | 3.050   | 4,7  |
| Patto Segni                        | Patto per l’Italia               | 3.003                            | 4,7     |      |
| ↳ Gesamt                           | Patto per l’Italia               | 6.053                            | 9,4     |      |
|                                    | Lista Marco Pannella             | Lista Marco Pannella             | 2.103   | 3,3  |
|                                    | Solidarietà Occupazione Sviluppo | Solidarietà Occupazione Sviluppo | 277     | 0,4  |
|                                    | Socialdemocrazia                 | Socialdemocrazia                 | 98      | 0,2  |
|                                    | Mediterraneo                     | Mediterraneo                     | 91      | 0,1  |
| Gesamt                             | Gesamt                           | Gesamt                           | 64.536  | 100  |
|                                    |                                  |                                  |         |      |
| Ungültige Stimmen                  | Ungültige Stimmen                | Ungültige Stimmen                | 6.117   | 8,7  |
| Wähler                             | Wähler                           | Wähler                           | 70.653  | 80,7 |
| Wahlberechtigte                    | Wahlberechtigte                  | Wahlberechtigte                  | 87.528  |      |
|                                    |                                  |                                  |         |      |
| Quelle: Innenministerium           |                                  |                                  |         |      |

#### Parlamentswahl 1996

##### Direktstimmen
| Kandidaten               | Kandidaten              | Parteien            | Stimmen | %    |
| ------------------------ | ----------------------- | ------------------- | ------- | ---- |
|                          | Vincenzo Fragalàgewählt | Polo per le Libertà | 37.040  | 59,7 |
|                          | Giuseppe Toro           | L’Ulivo             | 24.979  | 40,3 |
| Gesamt                   | Gesamt                  | Gesamt              | 62.019  | 100  |
|                          |                         |                     |         |      |
| Ungültige Stimmen        | Ungültige Stimmen       | Ungültige Stimmen   | 5.761   | 8,5  |
| Wähler                   | Wähler                  | Wähler              | 67.780  | 76,2 |
| Wahlberechtigte          | Wahlberechtigte         | Wahlberechtigte     | 89.002  |      |
|                          |                         |                     |         |      |
| Quelle: Innenministerium |                         |                     |         |      |

##### Listenstimmen
| Parteien                                          | Parteien                                   | Parteien                                   | Stimmen | %    |
| ------------------------------------------------- | ------------------------------------------ | ------------------------------------------ | ------- | ---- |
|                                                   | Polo per le Libertà                        | Forza Italia                               | 23.022  | 37,1 |
| Alleanza Nazionale                                | Polo per le Libertà                        | 9.817                                      | 15,8    |      |
| CCD – CDU                                         | Polo per le Libertà                        | 2.949                                      | 4,8     |      |
| ↳ Gesamt                                          | Polo per le Libertà                        | 35.788                                     | 57,7    |      |
|                                                   | L’Ulivo                                    | Partito Democratico della Sinistra         | 7.837   | 12,6 |
| Popolari per Prodi (PPI – SVP – PRI – UD – Prodi) | L’Ulivo                                    | 3.420                                      | 5,5     |      |
| Rinnovamento Italiano                             | L’Ulivo                                    | 3.322                                      | 5,4     |      |
| Federazione dei Verdi                             | L’Ulivo                                    | 1.880                                      | 3,0     |      |
| ↳ Gesamt                                          | L’Ulivo                                    | 16.459                                     | 26,5    |      |
|                                                   | Partito della Rifondazione Comunista       | Partito della Rifondazione Comunista       | 5.220   | 8,4  |
|                                                   | Lista Pannella – Sgarbi                    | Lista Pannella – Sgarbi                    | 2.062   | 3,3  |
|                                                   | Noi Siciliani – Fronte Nazionale Siciliano | Noi Siciliani – Fronte Nazionale Siciliano | 980     | 1,6  |
|                                                   | Fiamma Tricolore                           | Fiamma Tricolore                           | 567     | 0,9  |
|                                                   | Federalisti Liberali                       | Federalisti Liberali                       | 480     | 0,8  |
|                                                   | Partito Socialista                         | Partito Socialista                         | 295     | 0,5  |
|                                                   | Rinnovamento                               | Rinnovamento                               | 197     | 0,3  |
| Gesamt                                            | Gesamt                                     | Gesamt                                     | 62.048  | 100  |
|                                                   |                                            |                                            |         |      |
| Ungültige Stimmen                                 | Ungültige Stimmen                          | Ungültige Stimmen                          | 5.732   | 8,5  |
| Wähler                                            | Wähler                                     | Wähler                                     | 67.780  | 76,2 |
| Wahlberechtigte                                   | Wahlberechtigte                            | Wahlberechtigte                            | 89.002  |      |
|                                                   |                                            |                                            |         |      |
| Quelle: Innenministerium                          |                                            |                                            |         |      |

#### Parlamentswahl 2001

##### Direktstimmen
| Kandidaten               | Kandidaten               | Parteien           | Stimmen | %    |
| ------------------------ | ------------------------ | ------------------ | ------- | ---- |
|                          | Vincenzo Fragalàgewählt  | Casa delle Libertà | 34.429  | 52,2 |
|                          | Esperia Ghezzi Ganazzoli | L’Ulivo            | 22.303  | 33,8 |
|                          | Angela Giacalone Biondo  | Democrazia Europea | 5.500   | 8,3  |
|                          | Isabella Marzullo        | Lista Emma Bonino  | 1.941   | 2,9  |
|                          | Gaetano Dolce            | Lista Di Pietro    | 1.841   | 2,8  |
| Gesamt                   | Gesamt                   | Gesamt             | 66.014  | 100  |
|                          |                          |                    |         |      |
| Ungültige Stimmen        | Ungültige Stimmen        | Ungültige Stimmen  | 4.943   | 7,0  |
| Wähler                   | Wähler                   | Wähler             | 70.957  | 78,4 |
| Wahlberechtigte          | Wahlberechtigte          | Wahlberechtigte    | 90.506  |      |
|                          |                          |                    |         |      |
| Quelle: Innenministerium |                          |                    |         |      |

##### Listenstimmen
| Parteien                       | Parteien                             | Parteien                               | Stimmen | %    |
| ------------------------------ | ------------------------------------ | -------------------------------------- | ------- | ---- |
|                                | Casa delle Libertà                   | Forza Italia                           | 25.860  | 39,4 |
| Alleanza Nazionale             | Casa delle Libertà                   | 6.208                                  | 9,5     |      |
| CCD – CDU                      | Casa delle Libertà                   | 3.406                                  | 5,2     |      |
| Nuovo PSI                      | Casa delle Libertà                   | 343                                    | 0,5     |      |
| ↳ Gesamt                       | Casa delle Libertà                   | 35.817                                 | 54,6    |      |
|                                | L’Ulivo                              | La Margherita (Dem – PPI – RI – Udeur) | 8.297   | 12,6 |
| Democratici di Sinistra        | L’Ulivo                              | 6.580                                  | 10,0    |      |
| Il Girasole (FdV – SDI)        | L’Ulivo                              | 1.386                                  | 2,1     |      |
| Partito dei Comunisti Italiani | L’Ulivo                              | 383                                    | 0,6     |      |
| ↳ Gesamt                       | L’Ulivo                              | 16.646                                 | 25,4    |      |
|                                | Democrazia Europea                   | Democrazia Europea                     | 6.048   | 9,2  |
|                                | Partito della Rifondazione Comunista | Partito della Rifondazione Comunista   | 2.850   | 4,3  |
|                                | Italia dei Valori                    | Italia dei Valori                      | 2.242   | 3,4  |
|                                | Lista Emma Bonino                    | Lista Emma Bonino                      | 1.678   | 2,6  |
|                                | Paese Nuovo                          | Paese Nuovo                            | 240     | 0,4  |
|                                | Abolizione Scorporo                  | Abolizione Scorporo                    | 111     | 0,2  |
| Gesamt                         | Gesamt                               | Gesamt                                 | 65.632  | 100  |
|                                |                                      |                                        |         |      |
| Ungültige Stimmen              | Ungültige Stimmen                    | Ungültige Stimmen                      | 5.278   | 7,4  |
| Wähler                         | Wähler                               | Wähler                                 | 70.910  | 78,3 |
| Wahlberechtigte                | Wahlberechtigte                      | Wahlberechtigte                        | 90.506  |      |
|                                |                                      |                                        |         |      |
| Quelle: Innenministerium       |                                      |                                        |         |      |

## Von 2017 bis 2020

### Wahlkreisgebiet
Der Wahlkreis umfasste 5 Gemeinden: Teil der Gemeinde Palermo, d. h. die Stadtgliederungen (Quartieri) Arenella – Vergine Maria, Boccadifalco, Borgo Nuovo, Cruillas – San Giovanni Apostolo, Montepellegrino, Pallavicino, Partanna – Mondello, Resuttana – San Lorenzo und Tommaso Natale – Sferracavallo, sowie Capaci, Isola delle Femmine, Torretta und Ustica.

### Wahlergebnisse

#### Parlamentswahl 2018
| Kandidaten               | Kandidaten                      | Stimmen | %    | Listen                               | Stimmen | %    |
| ------------------------ | ------------------------------- | ------- | ---- | ------------------------------------ | ------- | ---- |
|                          | Leonardo Salvatore Pennagewählt | 54.389  | 48,2 | Movimento 5 Stelle                   | 54.389  | 48,2 |
|                          | Francesco Cascio                | 34.777  | 30,8 | Forza Italia                         | 24.817  | 22,0 |
| Lega per Salvini Premier | Francesco Cascio                | 34.777  | 30,8 | 5.301                                | 4,7     |      |
| Fratelli d’Italia        | Francesco Cascio                | 34.777  | 30,8 | 3.186                                | 2,8     |      |
| Noi con l’Italia – UDC   | Francesco Cascio                | 34.777  | 30,8 | 1.473                                | 1,3     |      |
|                          | Leopoldo Piampiano              | 15.500  | 13,7 | Partito Democratico                  | 12.963  | 11,5 |
| +Europa                  | Leopoldo Piampiano              | 15.500  | 13,7 | 2.041                                | 1,8     |      |
| Italia Europa Insieme    | Leopoldo Piampiano              | 15.500  | 13,7 | 305                                  | 0,3     |      |
| Civica Popolare          | Leopoldo Piampiano              | 15.500  | 13,7 | 191                                  | 0,2     |      |
|                          | Erasmo Palazzotto               | 4.855   | 4,3  | Liberi e Uguali                      | 4.855   | 4,3  |
|                          | Anna Maria Lucido               | 1.400   | 1,2  | Il Popolo della Famiglia             | 1.400   | 1,2  |
|                          | Maria Giovanna Battaglia        | 934     | 0,8  | Potere al Popolo!                    | 934     | 0,8  |
|                          | Roberta Ambrosi                 | 365     | 0,3  | Italia agli Italiani (FN – FT)       | 365     | 0,3  |
|                          | Claudia Rosaria Sirchia         | 322     | 0,3  | CasaPound Italia                     | 322     | 0,3  |
|                          | Alessandro Casula               | 242     | 0,2  | Partito Comunista                    | 242     | 0,2  |
|                          | Francesco Leone                 | 156     | 0,1  | Lista del Popolo per la Costituzione | 156     | 0,1  |
| Gesamt                   | Gesamt                          | 112.940 | 100  |                                      | 112.940 | 100  |
|                          |                                 |         |      |                                      |         |      |
| Ungültige Stimmen        | Ungültige Stimmen               | 3.572   | 3,1  |                                      |         |      |
| Wähler                   | Wähler                          | 116.512 | 61,8 |                                      |         |      |
| Wahlberechtigte          | Wahlberechtigte                 | 188.665 |      |                                      |         |      |
|                          |                                 |         |      |                                      |         |      |
| Quelle: Innenministerium |                                 |         |      |                                      |         |      |

## Seit 2020

### Wahlkreisgebiet
| Wahlkreise – Camera dei deputati – Autonome Region Sizilien | Wahlkreise – Camera dei deputati – Autonome Region Sizilien | Wahlkreise – Camera dei deputati – Autonome Region Sizilien                                                                                   |
| Provinz                                                     | Provinz                                                     | Gemeinden nach Provinzen ⮞ Wahlkreis |
| ----------------------------------------------------------- | ----------------------------------------------------------- | --- |
|                                                             | Metropolitanstadt Catania (58 Gemeinden)                    | 9 ⮞ Wahlkreis Catania 34 ⮞ Wahlkreis Acireale 15 ⮞ Wahlkreis Ragusa                                                                           |
|                                                             | Metropolitanstadt Messina (108 Gemeinden)                   | 48 ⮞ Wahlkreis Messina 60 ⮞ Wahlkreis Barcellona Pozzo di Gotto                                                                               |
|                                                             | Metropolitanstadt Palermo (82 Gemeinden)                    | 1 + Teil Palermos ⮞ Wahlkreis Palermo – Settecannoli 21 + Teil Palermos ⮞ Wahlkreis Palermo – Resuttana – San Lorenzo 59 ⮞ Wahlkreis Bagheria |
|                                                             | Provinz Agrigent (43 Gemeinden)                             | 36 ⮞ Wahlkreis Agrigent 7 ⮞ Wahlkreis Gela |
|                                                             | Provinz Caltanissetta (22 Gemeinden)                        | 21 ⮞ Wahlkreis Gela 1 ⮞ Wahlkreis Ragusa |
|                                                             | Provinz Enna (20 Gemeinden)                                 | alle ⮞ Wahlkreis Barcellona Pozzo di Gotto |
|                                                             | Provinz Ragusa (12 Gemeinden)                               | alle ⮞ Wahlkreis Ragusa |
|                                                             | Provinz Syrakus (21 Gemeinden)                              | alle ⮞ Wahlkreis Syrakus |
|                                                             | Provinz Trapani (24 Gemeinden)                              | alle ⮞ Wahlkreis Marsala |

Der Wahlkreis umfasst 22 Gemeinden: Teil der Gemeinde Palermo, d. h. die Stadtgliederungen (Quartieri) Arenella – Vergine Maria, Boccadifalco, Borgo Nuovo, Cruillas – San Giovanni Apostolo, Montepellegrino, Pallavicino, Partanna – Mondello, Resuttana – San Lorenzo und Tommaso Natale – Sferracavallo, sowie die Gemeinden Altofonte, Balestrate, Belmonte Mezzagno, Borgetto, Camporeale, Capaci, Carini, Cinisi, Giardinello, Isola delle Femmine, Misilmeri, Monreale, Montelepre, Partinico, Piana degli Albanesi, San Cipirello, San Giuseppe Jato, Santa Cristina Gela, Terrasini, Torretta und Trappeto.

### Wahlergebnisse

#### Parlamentswahl 2022
| Kandidaten                          | Kandidaten                   | Stimmen | %    | Listen                                                  | Stimmen | %    |
| ----------------------------------- | ---------------------------- | ------- | ---- | ------------------------------------------------------- | ------- | ---- |
|                                     | Maria Carolina Varchigewählt | 69.200  | 36,1 | Fratelli d’Italia                                       | 36.377  | 19,0 |
| Forza Italia                        | Maria Carolina Varchigewählt | 69.200  | 36,1 | 23.508                                                  | 12,3    |      |
| Lega per Salvini Premier            | Maria Carolina Varchigewählt | 69.200  | 36,1 | 7.363                                                   | 3,8     |      |
| Noi Moderati                        | Maria Carolina Varchigewählt | 69.200  | 36,1 | 1.952                                                   | 1,0     |      |
|                                     | Leonardo Salvatore Penna     | 64.680  | 33,7 | Movimento 5 Stelle                                      | 64.680  | 33,7 |
|                                     | Vittorio Michele Craxi       | 28.631  | 14,9 | Partito Democratico – Italia Democratica e Progressista | 20.490  | 10,7 |
| +Europa                             | Vittorio Michele Craxi       | 28.631  | 14,9 | 3.530                                                   | 1,8     |      |
| Alleanza Verdi e Sinistra           | Vittorio Michele Craxi       | 28.631  | 14,9 | 3.311                                                   | 1,7     |      |
| Impegno Civico – Centro Democratico | Vittorio Michele Craxi       | 28.631  | 14,9 | 1.300                                                   | 0,7     |      |
|                                     | Gianluca Maria Calì          | 13.733  | 7,2  | Sud chiama Nord                                         | 13.733  | 7,2  |
|                                     | Giuseppe Caltanissetta       | 8.773   | 4,6  | Azione – Italia Viva                                    | 8.773   | 4,6  |
|                                     | Sonia Buglione               | 2.764   | 1,4  | Italexit per l’Italia                                   | 2.764   | 1,4  |
|                                     | Danilo Manzella              | 2.218   | 1,2  | Italia Sovrana e Popolare                               | 2.218   | 1,2  |
|                                     | Maria Grazia carini          | 1.682   | 0,9  | Unione Popolare                                         | 1.682   | 0,9  |
| Gesamt                              | Gesamt                       | 191.681 | 100  |                                                         | 191.681 | 100  |
|                                     |                              |         |      |                                                         |         |      |
| Ungültige Stimmen                   | Ungültige Stimmen            | 15.225  | 7,4  |                                                         |         |      |
| Wähler                              | Wähler                       | 206.906 | 56,0 |                                                         |         |      |
| Wahlberechtigte                     | Wahlberechtigte              | 369.527 |      |                                                         |         |      |
|                                     |                              |         |      |                                                         |         |      |
| Quelle: Innenministerium            |                              |         |      |                                                         |         |      |